# Кишечная лямблия
Кишечная лямблия (лат. Giardia lamblia, Giardia intestinalis) — вид паразитических экскават из рода лямблий (Giardia) отряда дипломонад (Diplomonadida), возбудитель лямблиоза (гиардиоза) человека. Являясь паразитом человека, кишечная лямблия также является одним из самых распространённых паразитов кошек, собак и птиц. Также встречается у коров, бобров, оленей и овец.

## История изучения
Впервые этот вид был описан врачом В.Д. Ламблем (в честь его вид и получил своё название) в 1859 году как возбудитель лямблиоза. Культивирована in vitro только спустя 100 лет, в 1959 году советским учёным и врачом А. Е. Карапетяном.